# Szatani Żleb

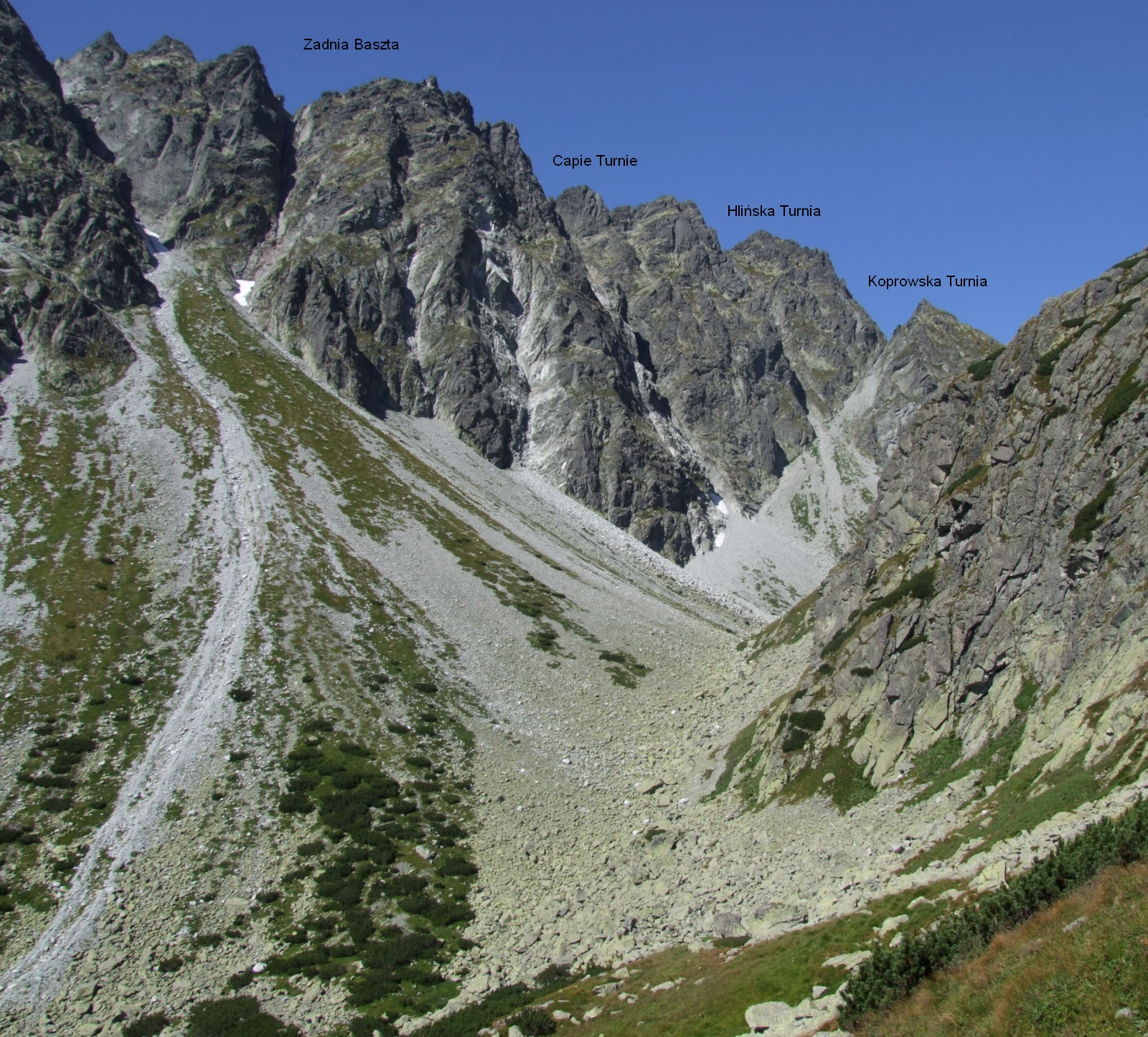
Wielki stożek piargowy u podnóża Szataniego Żlebu

Szatani Żleb (słow. Satanov žľab, niem. Satancouloir, węg. Sátán-kuloár, Sátán-szakadék) – duży żleb w słowackich Tatrach Wysokich. Znajduje się po wschodniej stronie Grani Baszt. Opada spod Szataniej Przełęczy pomiędzy Szatanem (2421 m) i Piekielnikową Turnią (2374 m) do Dolinki Szataniej w Dolinie Mięguszowieckiej. Żleb jest czasami wykorzystywany przez taterników do podejścia na Grań Baszt, jest bardzo stromy i kamienie osypują się pod nogami. U jego podnóży znajduje się wielki stożek piargowy o wysokości dochodzącej do 300 m. Stożkiem tym interesował się już w 1890 geograf Antoni Rehman.
W tej części Grani Baszt występuje nagromadzenie „szatańskiego” nazewnictwa. Oprócz Szataniego Żlebu są tu jeszcze Dolinka Szatania, Szatan, Szatania Przełęcz, Diabla Turnia, Diabla Przełączka Wyżnia, Diablowina, Piekielnikowa Przełączka, Piekielnikowa Turnia, Czarci Róg. Nazwy te wywodzą się od ludowych podań. Według jednego z podań w tej okolicy ukryte były przez szatana skarby, jednak szatan nie pozwolił ich szukać, strącając na poszukiwaczy skarbów kamienie. Pewien baca, który wraz z czarnoksiężnikiem poszukiwali tu skarbów, ledwo uszli z życiem. Według innej legendy pewien góral zabrał skarb, do którego przyprowadził go szatan, jednak nie wywiązał się z umowy i duszy nie oddał. Z przekazów historycznych wiadomo, że w XVIII wieku istotnie byli tu poszukiwacze skarbów. Winę za spadające ze stromych urwisk Grani Baszt kamienie i niepowodzenie w poszukiwaniach przypisali diabłu i stąd to „diabelskie” nazewnictwo.